# 1,1,1,2-Tetraklóretán
Az 1,1,1,2-tetraklóretán klórozott szénhidrogén. Színtelen, kloroformra emlékeztető, édeskés szagú folyadék. Oldószerként, valamint fafestékek és lakkok gyártásánál használják.